# استر گارسیا
اِستر گارسیا (اسپانیایی: Esther García‎؛ زادهٔ ۱۹۵۶ میلادی) تهیه‌کننده فیلم و بازیگر اهل اسپانیا است.
از فیلم‌ها یا برنامه‌های تلویزیونی که وی در آن نقش داشته است می‌توان به برف در بنیدورم، زنان در آستانه فروپاشی عصبی، منو ببند!، کیکا، زندگی‌ام بدون من، آغوش‌های گسسته، همه چیز درباره مادرم، با او حرف بزن، تربیت بد، زندگی پنهان کلمات، قصه‌های وحشیانه و جولیتا اشاره کرد.